# Francesc Sindreu i Pons
Francesc Sindreu i Pons (Barcelona, 9 de març de 1904 - Barcelona, 17 de desembre de 1982) fou un tennista català de les dècades de 1920 i 1930.

## Trajectòria
El seu palmarès inclou tres campionats de Catalunya absoluts els anys 1924, 1932 i 1933, i dos d'Espanya, els anys 1926 i 1928. Destacà especialment en la categoria de dobles. Guanyà vuit campionats catalans i quatre més d'espanyols. Al campionat de Catalunya guanyà els anys 1927 (amb A. Juanico), 1929, 1930 i 1931 (amb E. Maier) i en dobles mixtes guanyà el 1925 (amb M.L. Marnet), 1926 (amb R. Torras), 1933 (amb Y. Chailly) i 1934 (amb M.C. López de Lerena). També es proclamà tres cops campió d'Espanya de dobles: 1929, 1932, 1934 (amb E. Maier), i un en dobles mixtes el 1930 (amb M.L. Marnet).
Sindreu participà en els Jocs Olímpics de París de 1924, en el Campionat del Món en pista coberta de Barcelona de l'any 1923 i en el torneig de Wimbledon de 1929, entre d'altres.

## Palmarès
- Campionat de Catalunya de Tennis masculí:
  - 1924, 1932, 1933

- Campionat de Catalunya de Tennis masculí (dobles):
  - 1927, 1929, 1930, 1931

- Campionat de Catalunya de Tennis masculí (dobles mixtos):
  - 1925, 1926, 1933, 1934

- Campionat d'Espanya de Tennis masculí:
  - 1926, 1928

- Campionat d'Espanya de Tennis masculí (dobles):
  - 1929, 1932, 1934

- Campionat d'Espanya de Tennis masculí (dobles mixtos):
  - 1930